# Ricard Blasco i Laguna
Ricard Blasco i Laguna (València, 30 d'abril de 1921 - Madrid, 8 de febrer de 1994) fou un escriptor i cineasta valencià, descendent de Vicent Blasco Ibáñez. Inicià estudis de filosofia i lletres, que no va acabar. Durant els anys seixanta i setanta va col·laborar en diverses revistes i diaris d'àmbit català com L'Espill, Caplletra, Cairell, L'Aiguadolç, Estudis Romànics, Revista de Catalunya, Serra d'Or, Avui i Diario de Valencia.
Després de publicar alguns poemes a la revista literària Corcel va treballar com a lector de guions per a la productora cinematogràfica Cifesa, on després continuà com a ajudant del director Luis Lucia Mingarro. Durant els anys seixanta va dirigir alguns films en castellà. Després va col·laborar en la publicació el 1973 de la Gran Enciclopedia de la Región Valenciana i es dedicà a catalogar la premsa valenciana escrita en català.

## Obres[3]

### Investigació i divulgació
- Alteo: Un diálogo sobre poesía (1958)
- Homenatge a la impremta valenciana (1974)
- Història del País Valencià (1979)
- Revoltats i famolencs (1980)
- Introducció a la història del cine valencià (1981)
- Societat i comunicació al País Valencià: segles XIII al XVIII (1983)
- La política cultural al País Valencià (1927-1939) (1985)
- El pensament valencianista (1868-1939). Antologia (1992) (amb Alfons Cucó), Ed. La Magrana, Barcelona.

### Poesia

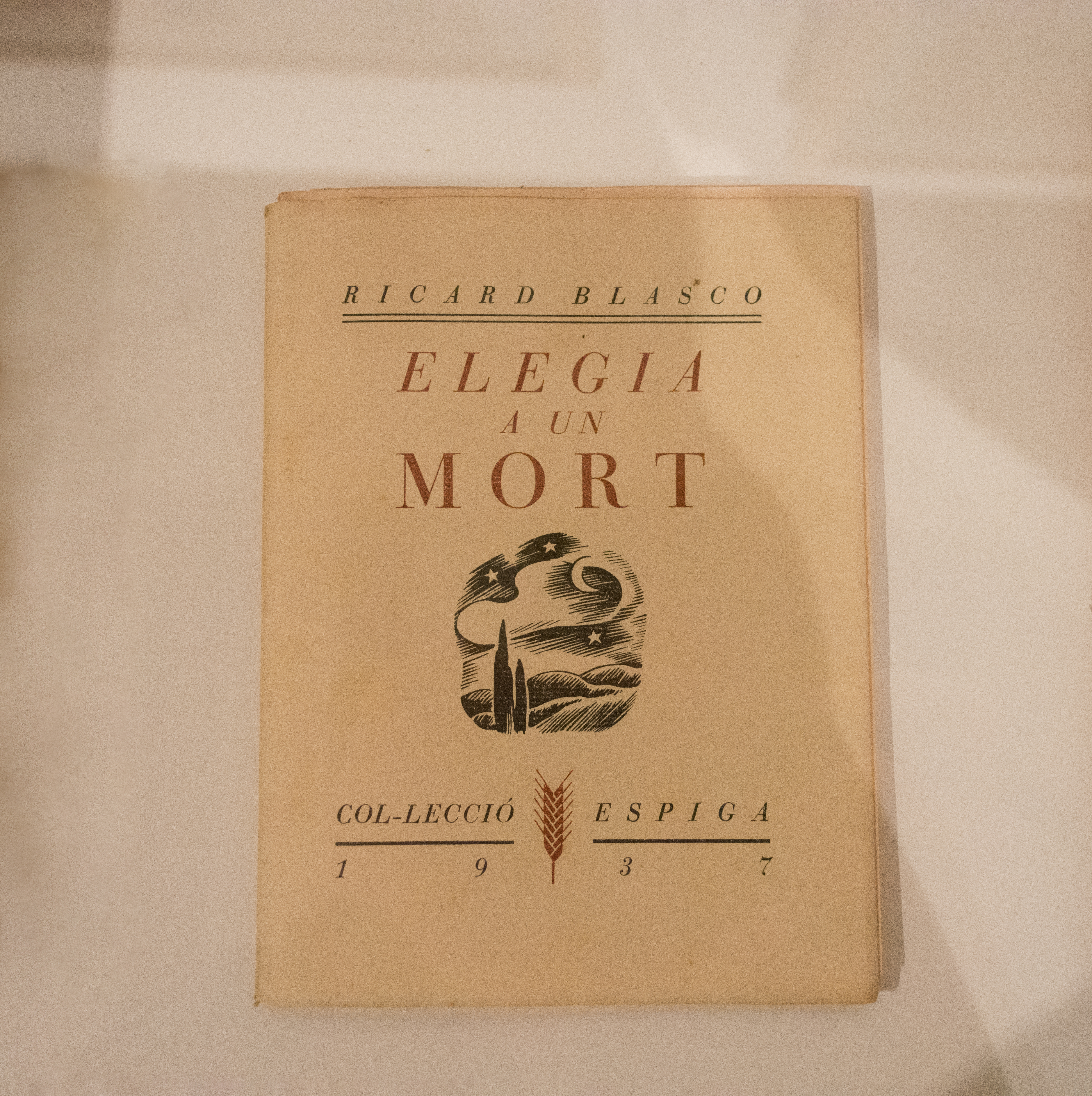
Elegia a un mort

- Elegia a un mort (1937)

### Estudis literaris
- Los albores de la España fernandina (1969)
- Goigs valencians (1974)
- Poesia política valenciana (1802-1938) (1979)
- La premsa del País Valencià (1790-1983) (1983)
- Col·loquis i raonaments (1983)
- Estudis sobre la literatura del País Valencià (1859-1936) (1984)
- La insolent sàtira antiga (1985)
- Constantí Llombart i "Lo Rat Penat" (1985)
- Els valencians de la Restauració (1986)
- El teatre al País Valencià durant la guerra civil (1936-1939) (1986)

### Guions cinematogràfics[4]
- La Duquesa de Benamejí (1949)
- El sueño de Andalucía (1950)
- Gloria Mairena (1952)
- Suspiros de Triana (1955)

### Films
- Amor bajo cero (1960)
- Armas contra la ley (1961)
- Autopsia de un criminal (1962)
- Destino: Barajas (1962)
- Gringo/Las tres espadas del Zorro (1963)
- El Zorro cabalga otra vez (1965)